# Black Lyne
Der Black Lyne ist ein Wasserlauf in Cumbria, England. Er entsteht südlich des Glendhu Hill. Er fließt zunächst in südlicher Richtung, bis er sich am Weiler Holmehead nach Westen wendet. Bei der Mündung des Bailey Water wendet sich der Black Lyne erneut nach Süden und fließt so, bis er bei seinem Zusammentreffen mit dem White Lyne den River Lyne bildet.